# Oscar Weber

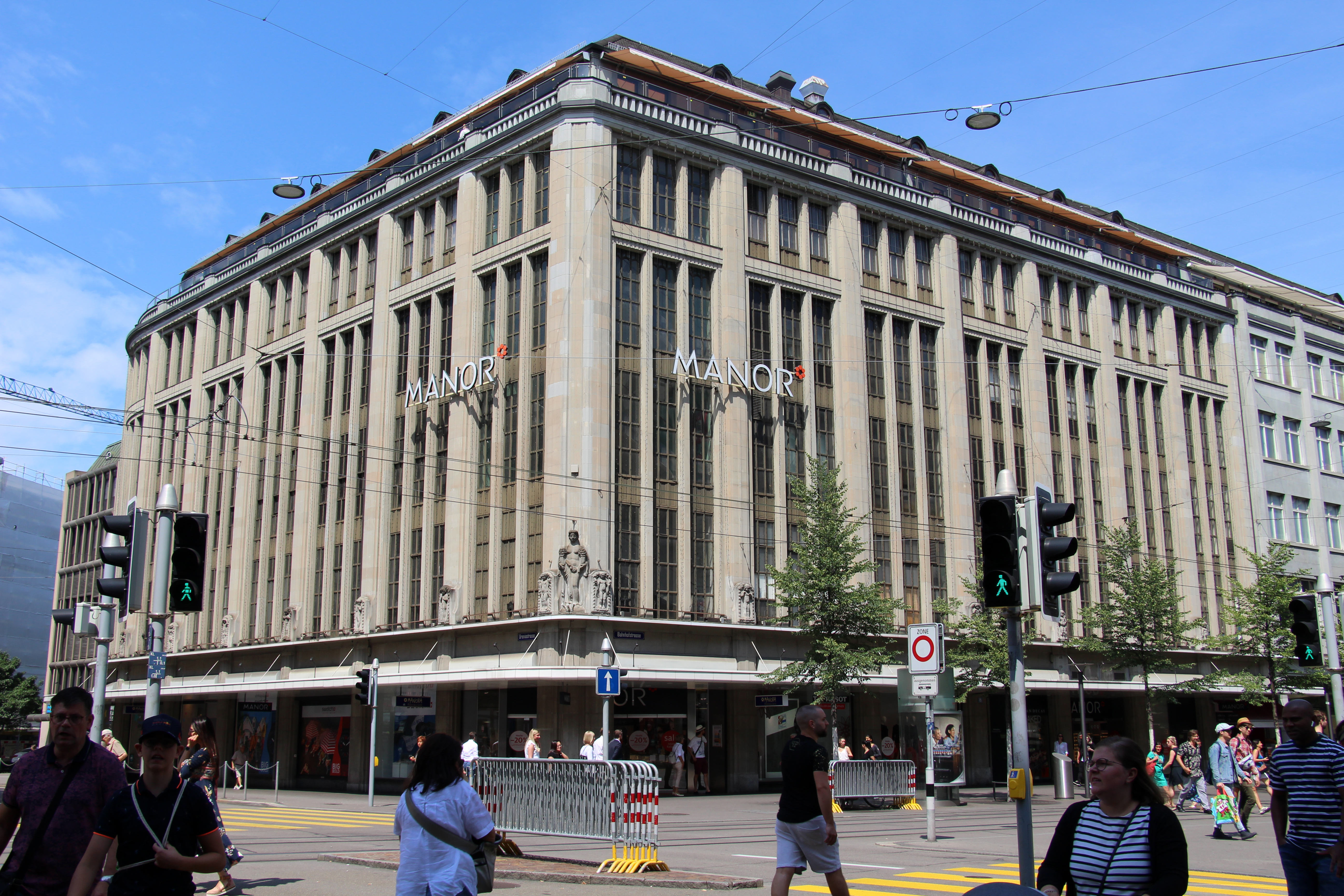
Das Oscar-Weber-Gebäude an der Zürcher Bahnhofstrasse, später Manor

Oscar Weber (* 25. November 1868 in Zürich; † 7. August 1952 in Zug; heimatberechtigt in Zürich) war ein Schweizer Unternehmer in Industrie und Detailhandel.

## Leben

### Familie und Ausbildung

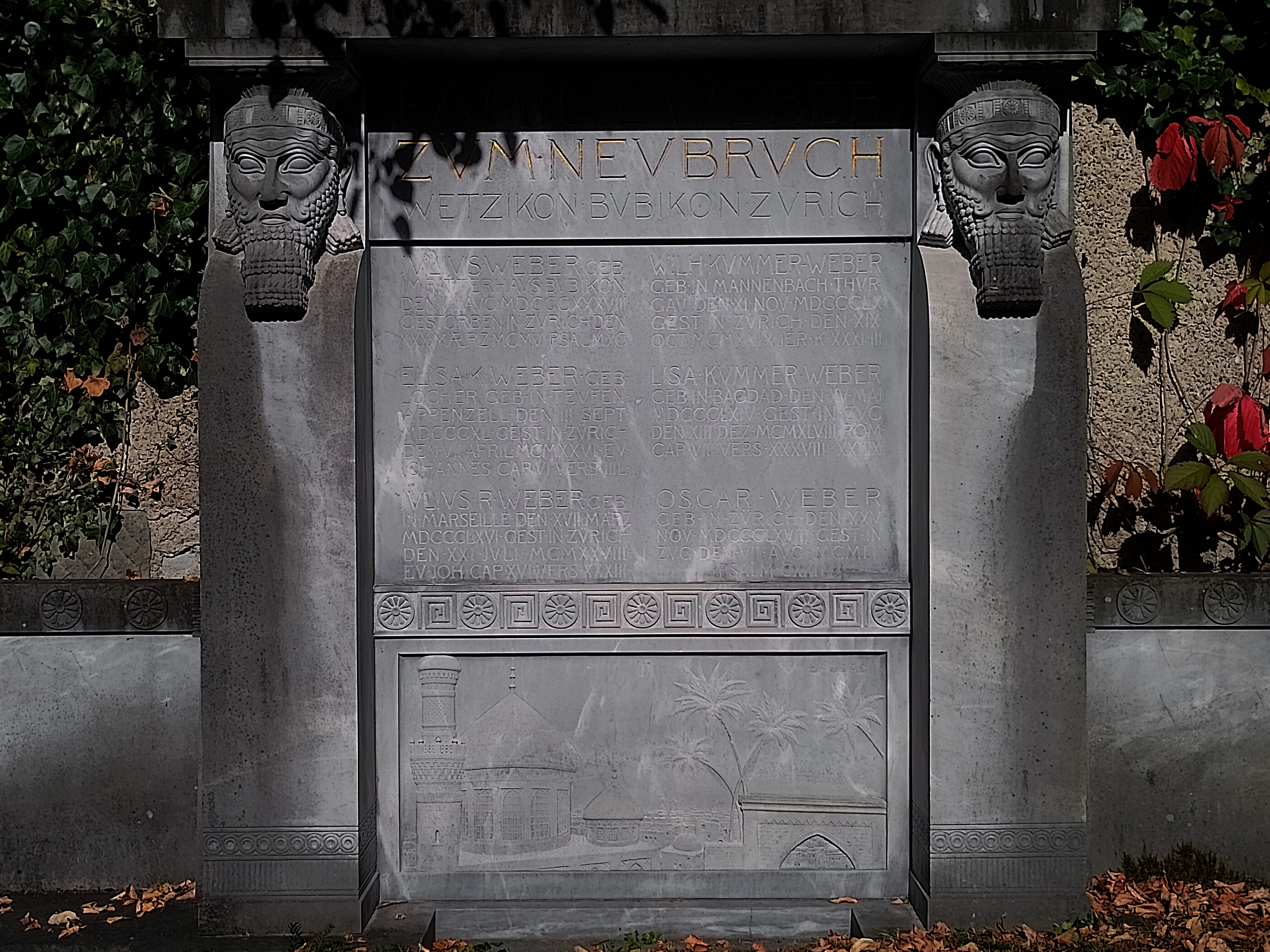
Grab, Friedhof Enzenbühl, Zürich

Oscar Weber war ein Sohn des Julius Weber und der Elisa, geborene Locher (1840–1926). Nach Erhalt der eidgenössischen Maturität dem Studium der Chemie am Eidgenössischen Polytechnikum Zürich, wechselte Weber 1890 an die Universität Genf, wo er 1892 den akademischen Grad eines Dr. phil. erwarb. 
Oscar Weber war mit Julia, der Tochter des freisinnigen Politikers, Industriellen sowie Offiziers Arnold Künzli, verheiratet. Er verstarb im Sommer 1952 in seinem 84. Lebensjahr in Zug. Seine letzte Ruhestätte, ein Monument mit auffälliger orientalisierender Gestaltung, fand er auf dem Friedhof Enzenbühl in Zürich.
Karl Weber (1903–1973) war ein Sohn.

### Beruflicher Werdegang
Oscar Weber war nach seinem Studienabschluss seit 1893 als Chemiker in Berlin eingesetzt, 1895 trat er in die Metallwaren Zug ein, dort wurde er 1898 zum technischen Direktor bestellt, eine Funktion, die er bis 1910 ausfüllte. 1906 erfolgte seine Wahl in den Verwaltungsrat, dem er seit 1910 als Präsident vorstand, 1951 schied er aus. Oscar Weber zählte 1913 zu den Mitgründern der Verzinkerei Zug AG, die er bis zu seinem Tod präsidierte.
Das Engagement Oscar Webers, der sein Landgut Pfyn im Wallis zu einem Musterbetrieb ausbaute, galt darüber hinaus dem Detailhandel. Er beteiligte sich an Warenhäusern, darunter die Brann AG in Zürich. Diese übernahm er 1939, seit 1941 führte er sie bis zu seinem Tod unter dem Namen Oscar Weber AG weiter.  
Ab dem 11. Oktober 1946 wurde die Oscar Weber AG von 34 Packern, Lageristen und Magazinern bestreikt, da ihre Löhne etwa 20 % unter dem Niveau bei den Grossdetailisten (Migros, LVZ) lagen und Weber Ende Juni 1946 Lohnforderungen und Anfang Oktober den Vorschlag des kantonalen Einigungsamtes sowie Verhandlungen mit dem VHTL abgelehnt, den VHTL-Vetrauensmann entlassen und allen übrigen Packern, Lageristen und Magazinern mit der Kündigung gedroht hatte. Eine Protestversammlung aus mehreren tausend Personen zog am 19. Oktober vom Lindenhof zu seinem Geschäft an die Bahnhofstrasse und blockierte dessen Eingänge. Am 25. Oktober 1947 lenkte Weber ein und akzeptierte einen erneuten Kompromissvorschlag des Einigungsamtes.
Oscar Weber fungierte überdies als Präsident der dazugehörenden EPA Neue Warenhaus AG sowie der 1951 alle Warenhausbeteiligungen zusammenfassenden Oscar Weber Holding AG. Er, der von 1912 bis 1925 den Vorsitz des Vereins schweizerischer Metallwarenfabrikanten innehatte, führte neue Methoden der Verteilung im Warenhandel ein, zusätzlich setzte er sich für eine Verständigung zwischen Einzelhandel und Warenhäusern ein. 